# Släntstabilitet

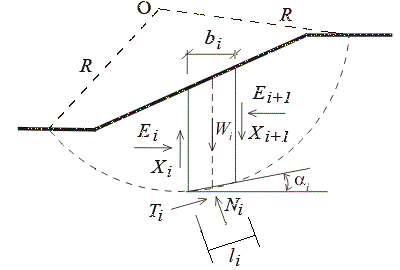
Teknisk schema för kalkylen släntstabilitet med hänsyn till rotationsskred.

Släntstabilitet är en sluttnings bestånd mot förändring som orsakar ras och skred. År 2023 uppdaterade Statens Geotekniska Institut sina vägledningar för analyser av slänstabilitet. Personer som arbetar med beräkningar av släntstabilitet är  oftast geotekniker. Att säkerställa släntstabiliteten är en viktig del av planeringen och operationella livet av en dagbrott där incentivet att gräva brantare måste vägas mot minskande släntstabilitet.